# ستيفن سيلاس
ستيفن سيلاس (بالإنجليزية: Stephen Silas)‏ هو مدرب كرة سلة أمريكي، ولد في 1973 في بوسطن في الولايات المتحدة ومدرب هيوستن روكتس الحالي. 